# Kasteel van Chambord
Het kasteel van Chambord (Frans: Château de Chambord) in het departement Loir-et-Cher in het Loiredal in Centre-Val de Loire is een van de zogenaamde kastelen van de Loire. Het is een 16e-eeuws jachtkasteel, dat nooit is gebruikt om langdurig in te wonen.
Het kasteel is het grootste en waarschijnlijk beroemdste kasteel aan de Loire. Het ligt ongeveer vijftien kilometer ten oosten van Blois, bij de rivier de Cosson in de Sologne, aan de rand van het Forêt de Boulogne in het bosrijke natuurgebied Réserve Nationale de Chasse de Chambord. Het kasteel telt 440 kamers, 365 torens en 1036 ramen. Het domein is 5500 hectare groot en is volledig omringd door een 32 kilometer lange muur.
Het kasteel van Chambord staat op de Werelderfgoedlijst van UNESCO als onderdeel van de inschrijving Loiredal tussen Sully-sur-Loire en Chalonnes-sur-Loire.

## Geschiedenis
Koning Frans I van Frankrijk, die opgroeide in het nabijgelegen Blois en die graag in de omgeving jaagde, begon op 6 september 1519 met de bouw. Chambord was bedoeld als een tijdelijk onderkomen voor jachtpartijen en feesten, maar het groeide al gauw uit tot een van de grootste en fraaiste kastelen in de Loirestreek. Voor permanente bewoning is het kasteel nooit geschikt geweest. Het lag in de zestiende eeuw ver van de bewoonde wereld, zodat de gezelschappen die op het kasteel verbleven in hun eigen levensbehoeften moesten voorzien. Bovendien waren de grote vertrekken met hun open ramen en hoge plafonds in de wintermaanden nauwelijks te verwarmen. Frans I, die veel door zijn rijk reisde, bracht zelf maar 72 dagen van zijn regering op het kasteel door. Op een van die dagen ontving hij er keizer Karel V, die er van 18 op 19 december 1539 overnachtte toen hij op doorreis was van Brussel naar Madrid.
Het is niet bekend wie Chambord heeft ontworpen. Er is een tekening van een door Domenico da Cortona (ca. 1465-1549) gemaakte houten maquette van het kasteel, maar of hij daadwerkelijk de architect was, is niet zeker. Mogelijk hebben ook Philibert Delorme en Leonardo da Vinci hun aandeel in het ontwerp gehad. In 1519 werkten er 2000 arbeiders aan de bouw. Tijdens de Italiaanse Oorlog (1521-1526) werd de bouw onderbroken. Ook later lag de bouw regelmatig stil wegens geldgebrek. Toen Frans I in 1547 overleed waren alleen de parterre en de eerste verdieping afgewerkt.
Latere generaties toonden weinig interesse voor het kasteel. Hendrik II en zijn echtgenote Catharina de' Medici gingen nog door met de bouw, maar daarna raakte het kasteel in verval, totdat Lodewijk XIII het in 1639 aan zijn broer Gaston van Orléans gaf, die voor de benodigde restauratiewerken zorgde. Lodewijk XIV zette die werken voort. Hij kwam graag op Chambord om te jagen en liet er nieuwe kamers en stallen bouwen. Tijdens zijn bewind beleefden twee toneelstukken van Molière er hun première: Monsieur de Pourceaugnac op 15 november 1669 en Le Bourgeois gentilhomme op 14 oktober 1670.
Na 1685 raakte het kasteel weer in onbruik. In 1725 gaf Lodewijk XV Chambord te leen aan zijn schoonvader, de in ballingschap levende Poolse koning Stanislaus I. Van 1745 tot 1750 woonde de Franse maarschalk Maurits van Saksen op het kasteel. Hij had Chambord gekregen van Lodewijk XV als beloning voor zijn aandeel in de Slag bij Fontenoy. Daarna stond het kasteel weer decennia leeg. Tijdens de Franse Revolutie werd het meubilair geveild, een deel van de vloeren als bouwmateriaal gesloopt en een groot deel van de cassettedeuren opgestookt. Op 15 augustus 1809 schonk Napoleon Chambord aan zijn maarschalk Louis Alexandre Berthier.
In 1821 werd Chambord van Berthiers weduwe Elisabeth van Beieren-Birkenfeld gekocht voor Henri d'Artois, de kleinzoon en erfgenaam van koning Karel X. Henri was hertog van Bordeaux, maar noemde zich graaf van Chambord nadat hij tijdens de Julirevolutie in ballingschap was gegaan en in 1836 troonpretendent was geworden. Hij leefde sindsdien in Oostenrijk en heeft Chambord nog maar één keer en kort gezien in 1871. Toen hij in 1883 kinderloos overleed, werd Chambord geërfd door zijn neef Robert van Bourbon-Parma. Diens zoon Elias trouwde in 1903 met aartshertogin Maria Anna van Oostenrijk en trad tijdens de Eerste Wereldoorlog in dienst van het Oostenrijkse leger. Dat had tot gevolg dat Chambord als een buitenlands bezit werd beschouwd en in 1915 als zodanig door de Franse overheid werd geconfisqueerd. Hoewel het Verdrag van Saint-Germain in 1919 bepaalde dat een dergelijke confiscatie geoorloofd was, zou het nog tot 1932 duren voordat Chambord, na veel juridisch getouwtrek, definitief een Frans staatsdomein werd. Elias van Bourbon-Parma kreeg een schadeloosstelling van elf miljoen Franse frank.
Kort voordat de Tweede Wereldoorlog in 1939 uitbrak, werden de kunstverzamelingen van het Louvre,waaronder de Mona Lisa en de Venus van Milo, en de stukken van het museum van Compiègne in Chambord veiliggesteld. Het kasteel en de kunstschatten werden bijna vernield toen op 22 juni 1944 een Amerikaanse bommenwerper van het type B-24 Liberator neerstortte op het gazon van het kasteel.
Na 1945 heeft een grootscheepse restauratie Chambord veel van zijn oorspronkelijke karakter teruggegeven. Het kasteel wordt tegenwoordig druk door toeristen bezocht.

## Architectuur
Chambord is misschien het ultieme toonbeeld van Franse renaissancearchitectuur. Zoals het Kasteel van Fontainebleau is het een jachtslot, 156 meter lang, 117 meter breed, en telt het 440 kamers, zalen en vertrekken, en 385 vuurplaatsen.
De centrale donjon is volgens een strak systematisch systeem ontworpen. In het midden ligt de ronde dubbele wenteltrap, met aan vier kanten een brede gang. Aan weerszijden van deze gangen ligt een appartement, dat uit een aantal ruimtes bestaat: kleedkamer, ontvangstkamer, slaapkamer, etc. Op de hoeken van deze appartementen staan de vier ronde hoektorens, waarin ook op elke verdieping een appartement aanwezig is. Zo heeft het kasteel in totaal 4 hoeken x 2 appartementen x 3 verdiepingen = 24 appartementen.
Daarnaast zijn er twee zijvleugels. In één daarvan ligt het appartement van de koning, in het andere een kapel.
De monumentale ronde hoektorens typeren de Franse stijl. Het dak staat vol met schoorstenen die er als aparte gebouwen uitzien. Het geheel moest eruitzien als de skyline van Constantinopel.
De symmetrische gevels zijn opgetrokken in witte zandsteen, gedecoreerd met veel reliëfs. Het wapen van Frans I (de salamander) is overal terug te vinden: aan de muren, tegen de plafonds, in de vloeren. Hetzelfde geldt voor zijn initiaal, de letter "F".

### De dubbele trap
Een van de meest uitzonderlijke details is de dubbele spiraalvormige (helix) wenteltrap die de donjon met de verdiepingen verbindt en volgens apocriefe overleveringen mogelijk is gebaseerd op een ontwerp van Leonardo da Vinci. Dat is echter nooit aangetoond.

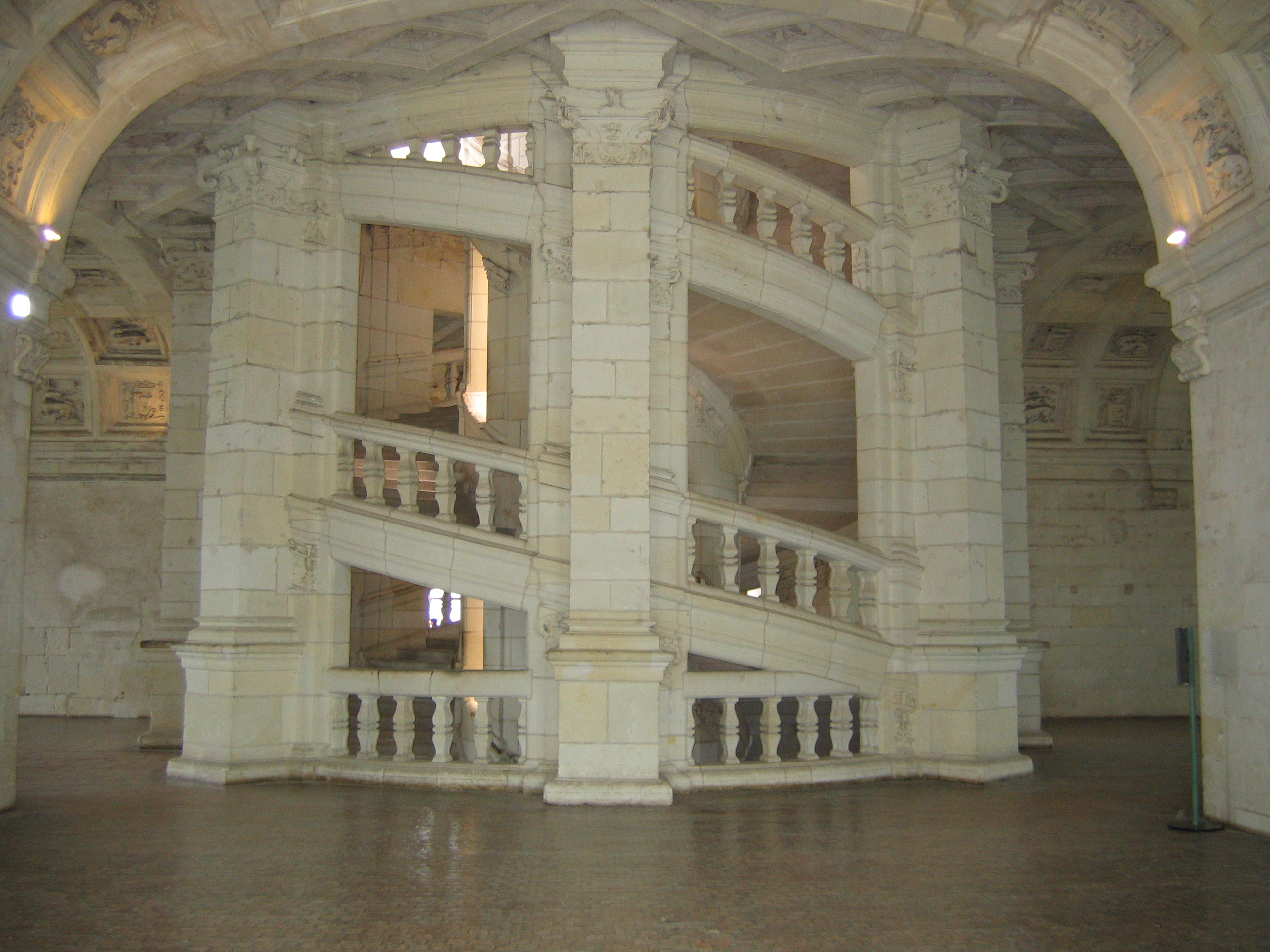
Dubbele wenteltrap

De trap bevindt zich in het midden van het kasteel. Als de ene trap gebruikt zou worden om naar boven te lopen en de andere om naar beneden te lopen, zou men elkaar nooit tegenkomen. In het midden van de trap is een lichtschacht waardoor men via een soort binnenramen elkaar wel kan begroeten.

## Park

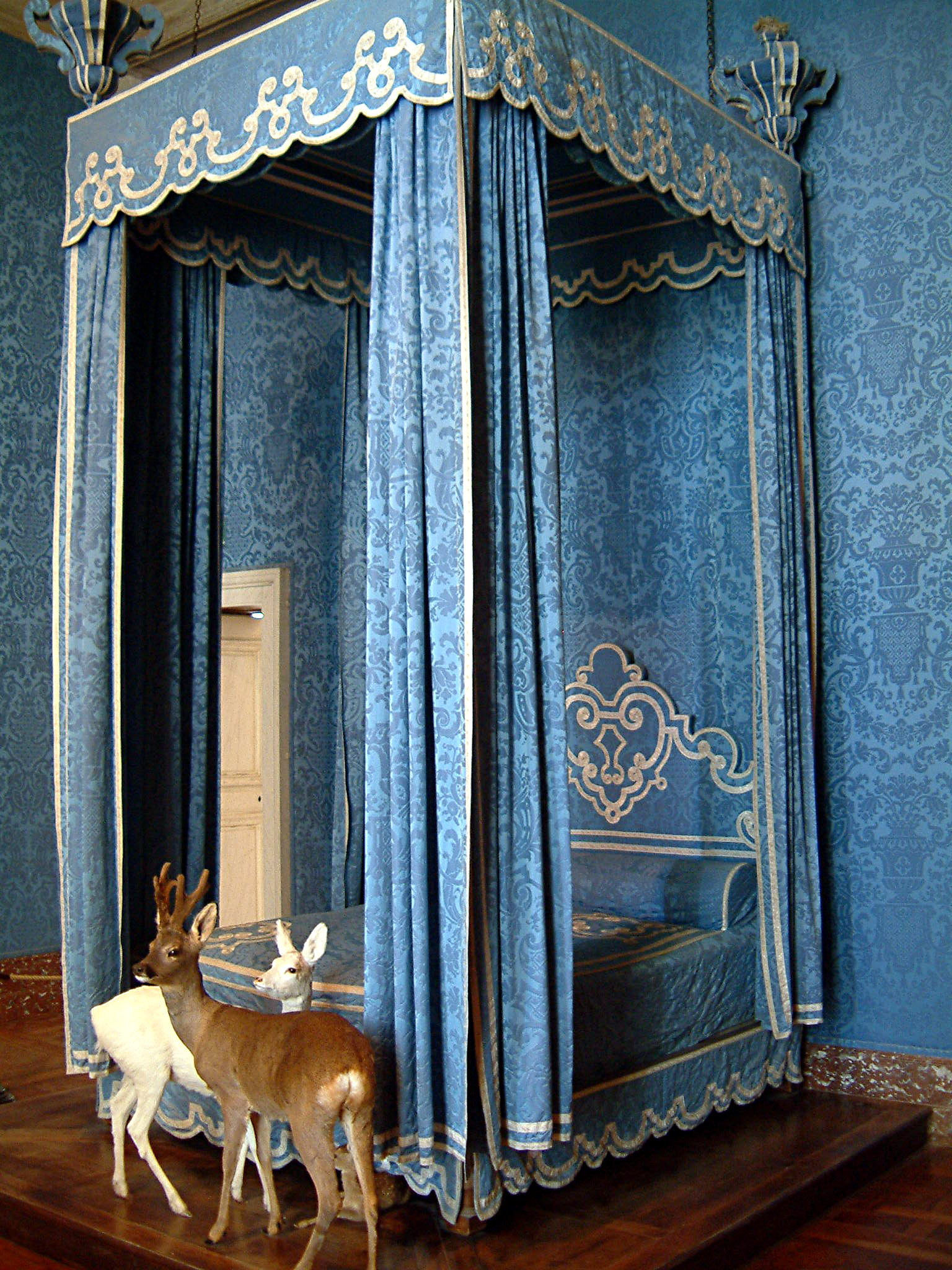
Blauwe slaapkamer van de koning

Het park (52,5 km²) is ook grotendeels in Franse stijl aangelegd.

## Zalen
- Blauwe slaapkamer van de koning
- Rode slaapkamer van de koningin
- Schilderijengalerij van de hertogin van Berry
- Kamer van de graaf van Chambord met miniatuurkanonnen
- Dubbele trap
- Kapel
- Rijtuigen en koetsen

## Wandtapijten
Chambord heeft een schitterende collectie wandtapijten, hoofdzakelijk uit de 15e en 16e eeuw. Op de tweede verdieping zijn voorwerpen tentoongesteld die voor het overgrote deel met de jacht te maken hebben. Er is een zeer mooie collectie van Vlaamse wandtapijten en van de Manufacture des Gobelins in Parijs.

## Ligging en openingstijden
Het kasteel is het hele jaar open. Het is bereikbaar via de A10 vanuit Orléans via Blois over de N152.